# 2001-es Tour de France
A 2001-es Tour de France volt a 88. francia körverseny. 2001. július 7-e és július 29-e között rendezték. 20 szakaszt tartalmazott, a versenytáv 3453 km volt.

## Végeredmény
|      | Versenyző                 | Csapat              | Idő            |
| ---- | ------------------------- | ------------------- | -------------- |
| KIZ. | Lance Armstrong           | U.S. Postal Service | 86 óra 17' 28" |
| 2    | Jan Ullrich               | Team Telekom        | + 6' 44"       |
| 3    | Joseba Beloki             | ONCE                | + 9' 05"       |
| 4    | Andrei Kivilev            | Cofidis             | + 9' 53"       |
| 5    | Igor González de Galdeano | ONCE                | + 13' 28"      |
| 6    | François Simon            | Bonjour             | + 17' 22"      |
| 7    | Oscar Sevilla             | Kelme               | + 18' 30"      |
| 8    | Santiago Botero           | Kelme               | + 20' 55"      |
| 9    | Marcos Serrano            | ONCE                | + 21' 45"      |
| 10   | Michael Boogerd           | Rabobank            | + 22' 38"      |

## Szakaszok
| Szakasz | Időpont    | Végpontok                        | Hossz (km) | Szakaszgyőztes                   | Összetett első          |
| ------- | ---------- | -------------------------------- | ---------- | -------------------------------- | ----------------------- |
| Prolog  | július 7.  | Dunkerque – Dunkerque            | 8,2 *      | Christophe Moreau (FRA)          | Christophe Moreau (FRA) |
| 1       | július 8.  | Saint-Omer – Boulogne-sur-Mer    | 198        | Erik Zabel (GER)                 | Christophe Moreau (FRA) |
| 2       | július 9.  | Calais – Anvers                  | 200        | Marc Wauters (BEL)               | Marc Wauters (BEL)      |
| 3       | július 10. | Anvers – Seraing                 | 199        | Erik Zabel (GER)                 | Stuart O’Grady (AUS)    |
| 4       | július 11. | Huy – Verdun                     | 210        | Laurent Jalabert (FRA)           | Stuart O’Grady (AUS)    |
| 5       | július 12. | Verdun – Bar-le-Duc              | 67 **      | Crédit agricole                  | Stuart O’Grady (AUS)    |
| 6       | július 13. | Commercy – Strasbourg            | 220        | Jaan Kirsipuu (EST)              | Stuart O’Grady (AUS)    |
| 7       | július 14. | Strasbourg – Colmar              | 162        | Laurent Jalabert (FRA)           | Jens Voigt (GER)        |
| 8       | július 15. | Colmar – Pontarlier              | 220        | Erik Dekker (NED)                | Stuart O’Grady (AUS)    |
| 9       | július 16. | Pontarlier – Aix-les-Bains       | 185        | Szergej Valerjevics Ivanov (RUS) | Stuart O’Grady (AUS)    |
| 10      | július 17. | Aix-les-Bains – L'Alpe-d'Huez    | 208        | Lance Armstrong (USA)            | François Simon (FRA)    |
| 11      | július 18. | Grenoble – Chamrousse            | 32 *       | Lance Armstrong (USA)            | François Simon (FRA)    |
| 12      | július 20. | Perpignan – Ax-les-Thermes       | 166        | Félix Cardenas (COL)             | François Simon (FRA)    |
| 13      | július 21. | Foix – Saint-Lary-Soulan         | 194        | Lance Armstrong (USA)            | Lance Armstrong (USA)   |
| 14      | július 22. | Tarbes – Luz-Ardiden             | 144        | Roberto Laiseka (ESP)            | Lance Armstrong (USA)   |
| 15      | július 24. | Pau – Lavaur                     | 226        | Rik Verbrugghe (BEL)             | Lance Armstrong (USA)   |
| 16      | július 25. | Castelsarrasin – Sarran          | 224        | Jens Voigt (GER)                 | Lance Armstrong (USA)   |
| 17      | július 26. | Brive-la-Gaillarde – Montluçon   | 200        | Serge Baguet (BEL)               | Lance Armstrong (USA)   |
| 18      | július 27. | Montluçon – Saint-Amand-Montrond | 61 *       | Lance Armstrong (USA)            | Lance Armstrong (USA)   |
| 19      | július 28. | Orléans – Evry                   | 160        | Erik Zabel (GER)                 | Lance Armstrong (USA)   |
| 20      | július 29. | Corbeil-Essonnes – Párizs        | 150        | Ján Svorada (CZE)                | Lance Armstrong (USA)   |

- A versenyt 1999 és 2005 között hétszer megnyerő amerikai Lance Armstrongot a Nemzetközi Kerékpáros Szövetség (UCI) 2012. október 22-én hivatalosan megfosztotta az összes elsőségétől szisztematikus doppingolás megalapozottnak tekintett vádjával.[1]